# Старое Алейкино
Ста́рое Але́йкино — село в Ульяновском районе Ульяновской области.

## История
В 1649 году дано было казанцам Григоию Мокееву Кудрявцеву и Дмитрию Еремееву Завороткову, по 50 четвертей каждому, в поместье, «дикое поле между Красным и Улановым городками по Беденьгинския вершины»; в местности около нынешнего села Старого Алейкина. В 1650 году у Дмитрия Завороткова, на р. Свияге, подле Уланова городка, была деревня Новая, Заворотково тож; считалась она в Казанком уезде и земли было у него здесь "пашни мерою и длинников, 41 поперечник, а в другом конце 10 поперечников, а врове имеется 26 поперечников, итого 86 десятин в три поля, а в одно поле 95 десятин с третью, а в дву потомуж. Рядом с землею Дмитрия Завороткова была земля казанца Герасима Иванова Пасмурова; её получили потом Алекины. В 1658 году Дмитрий Заворотков, из своей части, променял 25 четвертей синбиренину Григорию Васильевичу Алекину, а у него взял землю в том же Казанском уезде, за старою Тетюшскою засекою, на речке Грязнухе (близ нынешнего села Жукова Буинскаго уезда). После смерти Дмитрия Завороткова, земля его перешла, в 1682 году, казанцам Никите Ступишину и Лариону Аминеву, а землю Григория Кудрявцева получил сын его, Ждан Григорьев Кудрявцев. В 1703 году уже все 100 четвертей Кудрявцева и Завороткова числились при селе Алекине и принадлежали казанцам Федору Григорьеву и Алексею Сергееву Алекиным. Сын Федора Алекина Илья продал свою часть, 25 четвертей, в 1730 году, поручику Федору Акимову Аристову, а от него это именье перешло к сыну, капитану Ивану Федорову Аристову; ему же наследовала сестра, Анна Федоровна Аристова, продавшая потом эти 25 четвертей Елизавете Николаевне Карповой. Родоначальнику Алекиных, казанцу Василию Андрееву Алекину, была пожалована земля под с. Ундорами «от дачи Михаила Юрьева до межи мордовской земли Безсонова». В 1661 году он постригся в монахи и разделил свою землю, 413 четвертей, между тремя сыновьями: Михаилом, Григорием и Маркелом, которые ещё ранее, в 1658 году, получили в выморочное имение казанца Герасима Пасмурова, да выменяли землю Дмитрия Завороткова; а Пасмурова земля находилась в Казанском уезде и называлась «Мошково городище», от Свияги реки до большой Казанской дороги, 118 четвертей. Кроме того, в 1675 году им ещё дана порозжая земля, тут же в Мошковской даче, на р. Свияге, 140 четвертей пашни и сенных покосов на 700 копен. Благодаря сохранившемуся до нас богатому собранию документов на земли, принадлежавшие дворянам Толстым, мы имеем возможность проследить судьбу имений всех трех братьев Алекиных (Михаила, Григория и Маркела) в течение 18-го столетия, вплоть до генерального межевания. Имение синбиренина Михаила Васильева Алекина перешло его детям: а) часть была отказана дочери, Анне Михайловой Троицкой, на прожиток, но она продала его, в 1723 году, комиссару Ивану Осоргину, а ему наследовала Ефимья Дмитриева Жихарева, потом муж её, полковник Николай Александрович Жихарев, а после него дочь — Елизавета Николаевна Карпова; б) сыновья Михаила Алекина, Яков и Григорий, получили в отца по 91 четверти. Доля Якова перешла к его вдове, Ефросинье Васильевой, вышедшей вторично замуж за Ивана Абрамова Наумова и к дочери Марфе Яковлевой, впоследствии вышедшей за прапорщика Михаила Высоцкаго; обе оне променяли стольнику Борису Иванову Толстому своё имение при с. Алекине, в Мошковской даче, и под селом Ундорами, а у Толстого взяли землю в Алатырском уезде, село Романове (ныне деревня Романовка, Курмышскаго уезда). Впрочему Марфы Яковлевой осталась часть наследственного имения при селе Алейкине; её получил сын её, вахмистр Иван Михайлович Высоцкий, продавший, в 1780 году, 95 четвертей из этого имения, Александру Васильевичу Толстому, а остальное наследовал его сын, майор Василий Иванович Высоцкий. Доля Григория Михайлова Алекина перешла к его сыну Дмитрию, а после него, за выделом указной части вдове его, Марфе Васильевой, все получила их дочь Федосья, вышедшая замуж, первый раз за Супонева, а второй — за капитана Ивана Иванова Остапова, получившаго после жены, на указную часть, 10 душ крестьян да 11 четвертей земли, и продавшаго это, в 1806 году, Александру Васильевичу Толстому. Федосье Дмитриевой Остаповой наследовал внучатый брат, вахмистр Иван Михайлович Высоцкий, у которого это имение (43 души крестьян и 66 четвертей земли) купил, в 1779 г. А. В. Толстой. А Марфа Васильевна Алекина продала свою указную часть, в 1808 году, поручику Эсмонту. Имение синбиренина Григория Васильева Алекина перешло после его смерти, в 1736 году, частью к вдове его внука Алексея, Ефимье Ивановне, частью же к другому его внуку Ивану Сергееву Алекину, сын которого, Матвей, продал это имение (32 души), в 1740 году, обер-аудитору Артемию Михайлову Познякову, а у него купила, в 1754 году, Степанида Дмитриевна Микулина. А указную часть Ефимьи Ивановны получила, в 1752 году, её племянница, дочь её родного брата, Данилы Иванова Симонова, девица Ксантипа Даниловна Симонова, вышедшая потом замуж за Василия Толстого. По первой ревизии (в 1725 году), в селе Алекине написана 41 душа за Алексеем Сергеевым Алекиным, а по второй, ревизии (в 1745 году), за беглым сержантом Матвеем Ивановым Алекиным числилось 32 души. Этот сержант бежал со службы, проживал по подложному паспорту и, был пойман; правда дело о его побеге было замято, однако принадлежавшее ему имение очутилось у производившего о нём дознание обер-аудитора Познякова. В 1765 году Ксантипа Даниловна Толстая возбудила вопрос о незаконности перехода именья Матвея Алекина к Познякову и добилась того, что то именье отобрали от Микулиной, купившей его у Познякова и передали ей, как законной наследнице Матвея Алекина; после неё это имение получила чиновница 6 класса Варвара Ефимовна с детьми.
Имение синбиренина Маркела Васильева Алекина переходило по наследству; вдова его Анна Ивановна продала свой жребий, 27 четвертей, в 1716 году, ландрату Борису Иванович Толстому; остальное получил её сын, майор Иван Маркелов Алекин, которому наследовала дочь, Елизавета Ивановна Масленникова, а от неё имение перешло к её сын Петру, умершему малолетним, почему в 1805 году, решением Гражданской Палаты, все это имение (176 душ) было признано по ближайшему родству, за родственниками первого мужа Елизаветы Ивановны, за над. сов. Анною Михайловною Наумовою её сыновьями: майором Павлом и прапорщиками Алексееми и Николаем Михайловичами Наумовыми.
В 1780 году, при создании Симбирского наместничества, село Рожественное Алекино тож, при реке Свияге, помещиковых крестьян, вошло в состав Симбирского уезда.
Во время генерального межевания, в 1799 году, в селе Алекине были следующие помещики: тайн. сов. Александр Васильевич Толстой; 2) майор Василий Иванович Высоцкий; 3) капитанша Ксантипа Даниловна Толстая; капитанша Марья Васильевна Алекина; 5) капитан Иван Иванович Остапов; 6) прапорщица Василиса Дмитриевна Супонева; 7) капитан Иван Федорович Аристов; 8) тит. сов. Елиза Николаевна Карпова; 9) Анна Михайловна Наумова с сыновьями. В общем владении всех этих лиц находилось 2860 дес. 484 саж. земли.
В 1840 году, за наследниками Веры Александровны Ивашевой (дочери А. В. Толстого) ещё числилось при с. Алекине 45 дес. 546 саж. земли и в самом селе 63 души крестьян, к кому затем перешло это имение — нам неизвестно. Равным образом мы не имеем сведений о дальнейшей судьбе имений: В. И. Высоцкаго, К. Д. Толстой, М. В. Алекиной, И. И, Остапова, В. Д. Супонева и И. Ф. Аристова. Вместо этих лиц помещиками села Алекина, в 1845 году, во время специального межевания, являются: 1) кол. асс. Сергей Сергеевич. Чуносов; у него было в селе 20 крестьянских дворов (69 муж. и 72 жен.), да 702 дес. 2260 саж. земли; 2) поручица Евгения Сергеевна Эсмонт, имевшая здесь 5 крестьянских дворов (20 муж. 22 жен.) и 57 дес. 1846 саж. земли, и 3) кап. лейт. Алексей Алексеевич Федоров, которому принадлежало 5 крестьянских дворов (23 муж. и 19 жен.), без земли. Чуносов прикупил в 1863 году, у над. сов. Дмитрия Николаевича Шидловского 39 дес. 606 саж., а затем, оставшаяся у него, за наделом крестьян, земля (442 дес. 1600 саж.) перешла в 1886 г, к его сыну, дворянину Владимиру Сергеевичу Чуносову, нынешнему собственнику. После Е. С. Эсмонт наследовал дворянин Дмитрий Лаврентьевич Эсмонт; у него по освобождении крестьян, остался здесь лишь небольшой участок земли (24 десятины), отмежеванный к деревне Китовке. Имение Елизаветы Николаевны Карповой, после её смерти, было разделено на две части: 1) полковник Петр Александрович Карпов получил участок в 160 десятин, причисленный потом к дер. Комаровке, и 2) чиновница 6-го класса Варвара Павловна Ефимович приобрела господский дом, 32 крестьянских двора (122 муж. и 128 жен.) и 876 дес. 1720 саж. земли; ей наследовали, в 1849 году, поровну, две её дочери: ст. сов. Прасковья Васильевна Попова и дворянка Екатерина Васильевна Лопатина. Попова, из оставшейся за наделом крестьян земли, продала в 1889 году бывшим своим крестьянам 56 дес. 1463 саж., а остальное находится в настоящее время в пользовании её сына, Алексея Николаевича Попова, который завел здесь хозяйство на верблюдах. По завещанию Е. В. Лопатиной, её имение наследовала, в 1871 году, её дочь, жена капитана Варвара Николаевна Янченко (200 дес.), а в 1900 году его получил сын последней, дворянин Сергей Константинович Янченко. После Анны Михайловны Наумовой, её имение при с. Алекине (1145 дес. 512 саж.) перешло к её сыну, ротмистру Павлу Алексеевичу Наумову, который на этом участке, во время специального межевания, основал новую деревню — Новое Алейкино.
В 1859 году село Алекино (Алейкино), а рядом была и деревня Новое Алекино, по почтовому тракту из г. Симбирска в г. Казань, входило в 1-й стан Симбирского уезда Симбирской губернии.
При освобождении крестьян, в селе Алекине образовалось четыре крестьянских общества: 1) бывшие С. С. Чуносова, 67 ревизских душ, получили полный надел — 272 дес. удобной земли (усадебной 3 дес., пашни 198 дес., выгону 21 дес. и сенного покосу 50 дес.), 2) бывшим П. В. Поповой дано, на 48 ревизских душ, 196 дес. (усадебной 5 дес., пашни 159 дес. выгону 26 дес., лугов 6 дес.); 3) 57 душ бывших Е. В. Лопатиной приобрели 228 дес. (5 дес. 1050 саж. усадебной, 187 дес. 750 саж. пашни, 23 дес. выгону и 12 дес. 600 саж. лугов) и 4) бывшие Д. Л. Эсмонта 7 душ получили 29 дес. 800 саж. (усадебной 2 дес. 200 саж. и пашни 27 дес. 600 саж.) с тех пор село Алекино не увеличилось: в настоящее время в нём 70 дворов, а жителей 212 муж. и 218 жен.

### Религия
Церковь в селе Алекине существовала ещё в XVII-м столетии, но о ней никаких сведений не сохранилось; по всей вероятности она была освящена во имя Всемилостивого Спаса, тому что по документам того времени село Алекино называется также и селом Спасским. По церковным летописям видно, что в 1722 году построена здесь деревянная, однопрестольная церковь во имя Рождества Христова; в 1879 году она уничтожена вследствие крайней ветхости, а алтарь её перенесен на кладбище, для часовни, где и хранится неприкосновенным по настоящее время. На месте же прежней церкви построена в 1880 году нынешняя, двухпрестольная, Престолов два: главный (холодый) — в честь Рождества Христова, в приделе — (теплый) — во имя Святой Троицы.
Церковно-приходская школа открыта здесь в 1886 году.
С 1914 по 1921 год настоятелем церкви Рождества Христова был Гневушев Александр Фёдорович.

## Население
- В 1780 году — 142 ревизских душ[8].

- В 1900 году — в с. Ст. Алекине (н. р.) в 62 дворах жило: 170 м. и 180 ж.; в д. Нов. Алекине (при р. Свияге > в 3 вер.; н. р.) в 45 дворах: 122 м. и 127 ж.[10];

## Известные уроженцы
- Панчин, Сергей Сергеевич — глава города Ульяновск[11].
- Царёв, Алексей Егорович — участник Великой Отечественной войны, полный кавалер ордена Славы.

## Достопримечательности
- Мошково городище — один из крупнейших городов Волжской Булгарии на реке Свияге, находится близ села.